# Aday (Lugo)
Aday (llamada oficialmente Santa María Madanela de Adai) es una parroquia y una entidad de población española del municipio de Lugo, en la provincia de Lugo, Galicia.

## Otras denominaciones
La parroquia también es conocida por el nombre de Santa María Magdanela de Adai.

## Organización territorial
La parroquia está formada por seis entidades de población, constando cinco de ellas en el nomenclátor del Instituto Nacional de Estadística español:
- Adai
- Cancelas (As Cancelas)
- Ferreiros
- Porto Meilán
- Vilamaior
- Vilar

## Demografía

### Parroquia
| Gráfica de evolución demográfica de Aday (parroquia) entre 2000 y 2022 |
|                                                                        |
| Datos según el nomenclátor publicado por el INE.                       |